# Carolin Masur

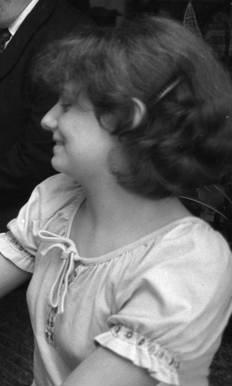
Carolin Masur 1981

Carolin Masur (* 1966 in Berlin) ist eine deutsche Opernsängerin (Mezzosopran) und Moderatorin.

## Leben
Die Tochter des Dirigenten Kurt Masur und der Tänzerin Irmgard Kaul wurde in Berlin-Friedrichshain geboren. Zusammen mit ihren Eltern zog sie 1972 nach Leipzig.
Masur besuchte die Spezialschule für Musik „Rudolf Hildebrand“ in Markkleeberg. 1978 trat sie in den GewandhausKinderchor ein. 1984 zog sie von Leipzig nach Berlin. Sie studierte an der Hochschule für Musik „Hanns Eisler“ Berlin Gesang bei Christiane Bach-Röhr. 1998/99 absolvierte sie ein weiterbildendes Studium bei Anneliese Fried. Sie belegte Meisterkurse bei Brigitte Fassbaender, Hans Hotter, Júlia Várady und Ruth Berghaus. Ihr Operndebüt gab Carolin Masur am Theater Zwickau. Von 1995 bis 1997 war sie Ensemblemitglied des Landestheaters Coburg und von 2002 bis 2004 Ensemblemitglied des Opernhauses Hannover.
Im Januar 2005 erkrankte Carolin Masur an Eierstockkrebs. Nach Operationen und Chemotherapie begann sie wieder zu singen. Seit ihrer Erkrankung engagiert sie sich bei der Aufklärung von Eierstockkrebs in der vom Direktor der Klinik für Gynäkologie der Berliner Charité Jalid Sehouli initiierten Stiftung Eierstockkrebs. Sie ist Mitglied des Vorstands der Stiftung.
Beim Radiosender MDR-Figaro (jetzt MDR Kultur) war sie 2013 bis 2015 in Expeditionen in den Alltag als eine von vier Kolumnisten zu hören. Bei „MDR um elf“, dem Ländermagazin des MDR Fernsehens, war sie Moderatorin in Beiträgen für die Rubrik „Musica“ ebenfalls von 2013 bis 2015. Seit 2011 ist sie Gastsängerin der Oper und Musikalischen Komödie Leipzig (u. a. in Waffenschmied, Wildschütz, Sekretärinnen, Das Feuerwerk). 2020/21 spielte sie im Sommertheater der Comödie Dresden in Addams Family und Alice im Wunderland. Seit 2017 ist sie Jurymitglied der Kammeroper Schloss Rheinsberg und seit 2018 auch Vorsitzende des Freundeskreises.
Kolumnen sind seit 2021 regelmäßig in der LVZ unter der Rubrik "Leipziger Stimmen" (als eine von 8 Kolumnisten) zu lesen.
Carolin Masur lebt in Leipzig.